# Duché d'Aubigny
En septembre 1419 John Stuart, 2e comte de Buchan, débarque à La Rochelle avec un contingent d'Écossais envoyé pour aider Charles VII.
Un John Stuart, homonyme et lointain cousin, présent également dans ce contingent, recevra en don la seigneurie d'Aubigny-sur-Nère ainsi que le privilège d'écarteler ses armes avec celles de France ainsi que des lettres de nationalité.

## Seigneursd'Aubigny

### Stuartd'Albany

Armes de John Stuart de Darnley

- John Stuart (vers 1380 † 1429 - Journée des Harengs), Lord Darnley (en), 1er seigneur d'Aubigny, seigneur de Concressault, comte d'Évreux, connétable de l'armée écossaise.
- Alan Stuart (vers 1408 † 20 septembre 1438 - Polmais Thorne), Lord Darnley, 2e seigneur d'Aubigny, fils du précédent : souche des Stuarts qui ont accédé aux trônes d'Ecosse (1545) et d'Angleterre (1603) (dont le roi Charles II, rencontré plus loin), et des Stuart de Lennox d'Aubigny ci-dessous, à partir du 5e seigneur d'Aubigny, le maréchal Robert.
- John Stuart († 1482), 3e seigneur d'Aubigny, seigneur de Concressault, frère du précédent, ambassadeur de France vers Warwick, chambellan du Roi en 1472.

Les terres françaises de ce seigneur sont occupées par les officiers du duc de Berry en 1462. Louis XI ordonne à son chancelier leur restitution à leur légitime propriétaire en novembre 1462.
- Bérault Stuart d'Aubigny, (vers 1452 † 15 juin 1508 - Costorphine en Écosse), 4e seigneur d'Aubigny, 1er comte de Beaumont-le-Roger, seigneur de la Verrerie, fils du précédent.
- Robert Stuart (de Lennox) d'Aubigny (1470 † 1544), dit le maréchal d'Aubigny, 5e seigneur d'Aubigny, 2e comte de Beaumont-le-Roger, maréchal de France, gendre et petit-cousin du précédent.

### Stuartde Lennox
- John Stuart († 1567), 6e seigneur d'Aubigny, petit-neveu du précédent (le maréchal Robert), fils de John Stuart (1495-† assassiné en 1526 ; 3e comte de Lennox en 1513 ; fils de Matthew Stuart, 2e comte de Lennox), frère puîné de Matthew et oncle paternel du roi consort Henry Darnley.
- Esmé Stuart (Ier) (1543-1583), fils du précédent, 7e seigneur d'Aubigny, 7e comte de Lennox (1580), puis 1er duc de Lennox (1581).

Armes de George Stuart

- Esmé Stuart (II) (1579-1624), fils cadet du précédent et frère puîné de Ludovic (2e duc de Lennox, 1er comte de Richmond, puis duc de Richmond en 1623) , 8e seigneur d'Aubigny, puis 3e duc de Lennox (1623), père de 11 enfants, 
  - dont trois de ses fils cadets : - Henry Stuart (1616-1632), 9e seigneur d'Aubigny ; - George Stuart (1618-1642), 10e seigneur d'Aubigny, père de Charles Stuart (1638-1672 ; 3e duc de Richmond et 6e duc de Lennox) ; - Ludovic (1619-1665), 11e seigneur d'Aubigny ;
  - [l'aîné de la fratrie était Jacques/James (1612-1655), 4e duc de Lennox et 1er duc de Richmond (nouvelle création, 1641), père du 5e duc de Lennox et 2e duc de Richmond, Esmé II (1649-1660) ; il y avait encore sept autres enfants dans la fratrie, dont Elisabeth Stuart de Lennox (1610-1674 ; x 1626 Henry Howard, 15e comte d'Arundel)].

En 1665/1672, la seigneurie d'Aubigny, le duché de Richmond et le duché de Lennox sont donc éteints ; ils vont réapparaître dans la descendance naturelle du roi Charles II, avec les ducs d'Aubigny (1684), ducs de Richmond et de Lennox (nouvelle création, 1675), jusqu'à nos jours (voir ci-après). Ces nouveaux titulaires d'Aubigny descendent d'Alan Stuart de Darnley (vers 1408-1438 ; ci-dessus). Cependant, il existe un autre lien du sang : Elisabeth Stuart (1610-1674) et son mari Henry Howard d'Arundel (1608-1652) ci-dessus, sont, entre autres enfants, les parents d'Henry (1628-1684) < père d'Elisabeth Howard, mariée à George Gordon, 1er duc de Gordon, marquis de Huntly (1643-1716) < parents d'Alexandre, 2e duc de Gordon (1678-1728) < père du 3e duc Côme (1720-1752) < père du 4e duc Alexandre (1743-1827) < père du 5e duc George Gordon (1770-1836), et de Charlotte Gordon (1768-1842), x 1789 Charles Lennox, 4e duc de Richmond (1769-1819 ; ci-dessous), dont la postérité relève le nom de Gordon, puis le titre ducal de Gordon en 1876 (nouvelle création).

## Ducsd'Aubigny
En 1684 Louis XIV, à la demande de Charles II qui fait valoir que cette terre avait appartenu à ses ancêtres les Stuarts (en effet, Charles II était le petit-fils de Jacques VI, lui-même fils de Marie Stuart et d'Henry de Darnley, ce dernier étant le fils du régent Matthew de Lennox, dont le quadrisaïeul était John de Darnley d'Aubigny, cité plus haut), fait Louise Renée de Penancoët de Keroual Duchesse d'Aubigny et Pairesse de France ainsi que leur fils Charles Lennox.
Le Duché-Pairie d'Aubigny est constitué à partir de la Châtellenie d'Aubigny-sur-Nère et de ses dépendances.
Les lettres n'ayant pas été enregistrées, il s'éteint avec la duchesse en 1734, avant de faire l'objet de lettres de relief en 1777 pour ses descendants mâles, en la personne de son arrière-petit-fils, Charles Lennox. Il n'a cependant pas satisfait à son obligation de réception par le Parlement dans son parcours d’accession à l’office. La pérennité de sa dignité se trouve donc mise en doute. D'ailleurs, son neveu et successeur au duché de Richmond, Charles Lennox, ne se retrouve pas dans la liste des pairs de 1814, contrairement aux autres héritiers des pairies d'Ancien Régime.

### Famille de Penancoët de Keroual

Armes de la Famille de Penancoët de Keroual

- Louise Renée de Penancoët de Keroual (1649-1734), duchesse de Portsmouth et d'Aubigny, originaire de Bretagne, maîtresse du roi d'Angleterre Charles II pendant une quinzaine d'années, mais aussi agent secret du roi de France, Louis XIV.

### Deuxième maison deLennox,dite Gordon-Lennox
Famille issue de Charles Lennox, fils naturel de Charles II d'Angleterre et de Louise Renée de Penancoët de Keroual.
Titres subsidiaires : baron Setrington, comte de March (pour le titre de duc de Richmond), Lord de Torboltoun, comte de Darnley (pour le titre de duc de Lennox)

Armes de Charles Ier Lennox

- 1675-1723 : Charles Lennox (1672-1723), 1er duc de Richmond et de Lennox (1675), duc d'Aubigny (1684) conjointement avec sa mère Louise de Keroual.
- 1723-1750 : Charles Lennox (1701-1750), 2e duc de Richmond et de Lennox, duc d'Aubigny. Fils du précédent ;
- 1750-1806 : Charles Lennox (1734-1806), 3e duc de Richmond, duc d'Aubigny. Fils du précédent ;

Armes de Charles IV Lennox

- 1806-1819 : Charles Lennox (1764-1819), 4e duc de Richmond, duc d'Aubigny. Neveu du précédent ;

Armes de Charles V Lennox et de ses successeurs

- 1819-1860 : Charles Gordon-Lennox (5e duc de Richmond) (1791-1860), 5e duc de Richmond, duc d'Aubigny. Fils du précédent ; (Diana Spencer, femme du prince Charles, descend de sa dernière fille, Cecilia Catherine Gordon-Lennox (1838-1910 ; x George Bingham, 4e comte de Lucan) ;
- 1860-1903 : Charles Henry Gordon-Lennox (1818-1903), 6e duc de Richmond, 1er duc de Gordon (1876), duc d'Aubigny. Fils du précédent ;
- 1903-1928 : Charles Henry Gordon-Lennox (1845-1928), 7e duc de Richmond, 2e duc de Gordon, duc d'Aubigny. Fils du précédent ;
- 1928-1935 : Charles Henry Gordon-Lennox (1870-1935), 8e duc de Richmond, 3e duc de Gordon, duc d'Aubigny. Fils du précédent ;
- 1935-1989 : Frederick Charles Gordon-Lennox (1904-1989), 9e duc de Richmond, 4e duc de Gordon. Fils du précédent ;
- 1989-2017 : Charles Henry Gordon-Lennox (1929-2017), 10e duc de Richmond, 5e duc de Gordon, duc d'Aubigny. Fils du précédent ;
- 2017-... : Charles Henry Gordon-Lennox (né en 1955), 11e duc de Richmond et de Lennox, 6e duc de Gordon, duc d'Aubigny. Fils du précédent.

Charles Henry Gordon-Lennox (1994), Earl of March and Kinrara, est l'héritier apparent